# .30-40 Krag
Die .30-40 Krag-Gewehrpatrone, offizielle Bezeichnung in der U.S. Armee, Cartridge, ball, caliber .30, Model 1898, wurde 1892 gleichzeitig mit dem U.S. Model 1892 Krag-Jørgensen Gewehr, dem Nachfolger des Springfield Model 1873-Gewehres und seiner nachfolgenden Varianten, als Ordonnanzpatrone für die US-Armee entwickelt.

## Bezeichnung
Im deutschen Nationalen Waffenregister (NWR) wird die Patrone unter Katalognummer 64 unter folgenden Bezeichnungen geführt (gebräuchliche Bezeichnungen in Fettdruck)
- .30-40 Krag (Hauptbezeichnung)
- .30 Krag-Jørgensen
- .30 U.S. Service
- .30 U.S. Army
- .30 US Gov't
- 7,62x59 R (Krag)
- 7,6x59 R Krag
- 7,8x58,5 R (Krag)

## Geschichte
Der Vorgänger der .30-40 Krag Patrone war die seit 1873 von der US-Armee als Ordonnanzpatrone im Springfield Model 1873 verwendete .45-70 Government Schwarzpulverpatrone. Die .30-40 Krag war die erste moderne kleinkalibrige Munition mit rauchlosem Pulver der amerikanischen Armee. Allerdings war sie wegen neuen Anforderungen an Militärpatronen relativ kurzlebig und wurde nur zwischen 1894 und 1903 im Spanisch-Amerikanischen Krieg und dem Philippinisch-Amerikanischen Krieg verwendet. Später wurde sie nur noch bis zum Rückzug der durch das modernere Springfield M1903 abgelösten Krag-Gewehre verwendet; eine weitere Verwendung fand sie bei einigen Staatsmilizen.
Von der US-Armee wurden um die Jahrhundertwende folgende Maschinengewehre im Kaliber .30-40 Krag eingesetzt:
- das mehrläufige Gatling-Maschinengewehr Colt Gatling Gun Model 1893
- das Colt-Browning Model 1895 Machine Gun, ein als Gasdrucklader konzipiertes Maschinengewehr.

Einer der bekanntesten Einsätze des Krag-Karabiners und seiner .30-40 Munition war die Erstürmung des San Juan Hills in Kuba durch die Rough Riders unter dem Kommando von Teddy Roosevelt im Spanisch-Amerikanischen Krieg. Der Sturm war auch deshalb erfolgreich, weil er durch das Feuer aus drei vom 1st Lieutenant John „Machine Gun“ Parker kommandierten Gatling Guns, cal .30-40 unterstützt wurde.
Der Großteil der .30-40 Krag Munition für die Armee wurde vom staatlichen Frankford Arsenal in der Nähe von Philadelphia, PA am Fluss namens Frankford Creek hergestellt. Diese Patronen sind am Boden mit den Buchstaben F und A sowie mit dem Herstellungsdatum (Monat, Jahr) gestempelt.

## Technik
Die .30-40 Krag ist eine Zentralfeuerpatrone mit einer Flaschenhalshülse mit Rand. Die Zahl .30 bezeichnet das ungefähre Kaliber in Zoll (inch), die Zahl 40 beschreibt das Pulvergewichts in der Maßeinheit Grain und bezieht sich auf die Pulverladung mit modernem weil sogenanntem rauchlosen Nitrocellulose- (NC-) Pulver.
Für die Armee wurden Vollmantel-Rundgeschosse mit einem Gewicht von 220 Grains entsprechend 14,3 g eingesetzt. Private Hersteller wie Winchester, Remington Arms und andere stellten für den zivilen Gebrauch Jagd- und Sportpatronen mit Voll- und Teilmantel- sowie Hohlspitzgeschossen her.
Ballistische Daten von Winchester Western Cartridges ca. 1960:
- Geschossgewicht   180 Grains, 12 g, Mündungsgeschwindigkeit: 2.470 ft/s, 753 m/s, Mündungsenergie 3.308 J
- Geschossgewicht   220 Grains, 14,3 g, Mündungsgeschwindigkeit: 2.200 ft/s, 671 m/s, Mündungsenergie 3.200 J

## Zivile Verwendung

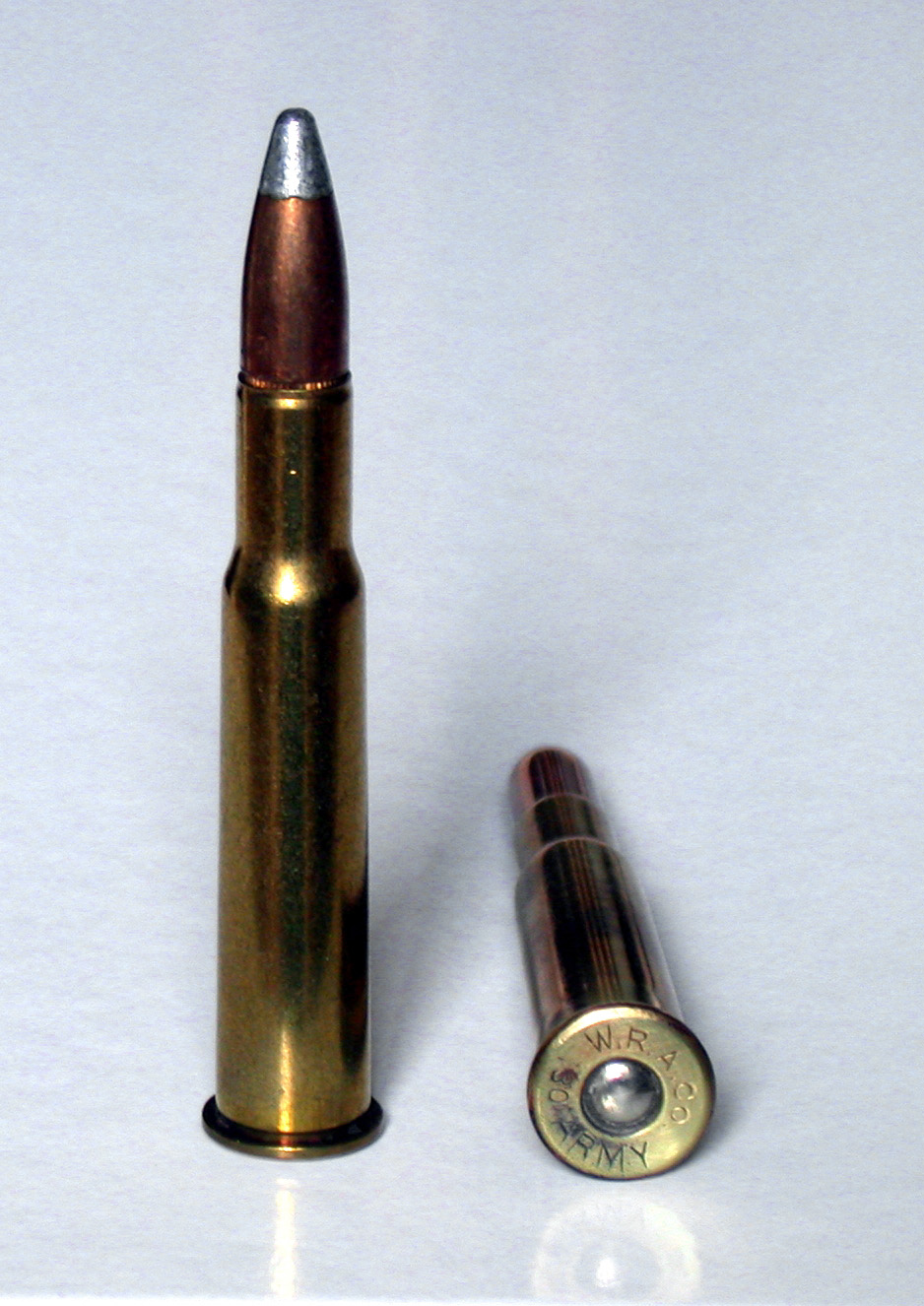
.30-40 Krag, Jagdpatrone mit Teilmantelgeschoss

Wie alle US-Armeepatronen wurde die .30-40 schon von Anfang an auch für die Jagd und das sportliche Schießen verwendet. Diverse Firmen wie Remington und Winchester mit dem Unterhebelrepetierer Model 1895 stellten Einzellader und Repetierer für diese Patrone her. Als Jagdmunition wurde sie zum Abschuss von allem in Nordamerika vorkommenden Großwild verwendet, sie kann als erste in großen Mengen hergestellte moderne Jagdpatrone der USA gelten und wurde deshalb in verschiedenen Laborierungen und Geschosstypen angeboten.
Auch heute wird die .30-40 Munition für Schießanlässe und als blinde Patrone für historische Anlässe noch hergestellt, für die Jagd wurde sie weitgehend durch moderne Patronentypen ersetzt.
Produktion von Waffen im Kaliber .30-40 Krag für zivile Verwendung:
- Winchester Model 1885 High-Wall
- Remington Rolling Block
- Winchester Model 1895 Lever Action
- Ruger No. 1, Ruger No. 3
- Thompson Center Encore